# Novara
|  | Per a altres significats, vegeu «província de Novara». |

Novara (Noara en llombard, pronunciat [nuˈaɾa]) és un municipi italià, a la regió del Piemont i a la província de Novara. L'any 2006 tenia 102.630 habitants.

## Fills il·lustres
- Isabella Leonarda (1620-1704), abadessa ursulina i compositora de música religiosa.